# Copa FMF
La Copa FMF è una competizione organizzata dalla Federação Mato-Grossense de Futebol (FMF). Il vincitore si qualifica per la Coppa del Brasile dell'anno successivo.

## Albo d'oro
| Anno | Vincitore                              | Finalista                              |
| ---- | -------------------------------------- | -------------------------------------- |
| 2004 | Luverdense                             | Cuiabá                                 |
| 2005 | Operário FC                            | União Rondonópolis                     |
| 2006 | Cacerense                              | Vila Aurora                            |
| 2007 | Luverdense                             | Cacerense                              |
| 2008 | Araguaia                               | União Rondonópolis                     |
| 2009 | Vila Aurora                            | Cuiabá                                 |
| 2010 | Cuiabá                                 | Operário FC                            |
| 2011 | Luverdense                             | Operário FC                            |
| 2012 | Mixto                                  | União Rondonópolis                     |
| 2013 | Rondonópolis                           | União Rondonópolis                     |
| 2015 | Dom Bosco                              | União Rondonópolis                     |
| 2016 | Cuiabá                                 | Mixto                                  |
| 2017 | União Rondonópolis                     | Cuiabá                                 |
| 2018 | Mixto                                  | Dom                                    |
| 2019 | Luverdense                             | Cuiabá                                 |
| 2020 | Cancellata per la pandemia di COVID-19 | Cancellata per la pandemia di COVID-19 |

## Titoli per squadra
| Squadra            | Città              | Titoli |
| ------------------ | ------------------ | ------ |
| Luverdense         | Lucas do Rio Verde | 4      |
| Cuiabá             | Cuiabá             | 2      |
| Mixto              | Cuiabá             | 2      |
| Araguaia           | Alto Araguaia      | 1      |
| Cacerense          | Cáceres            | 1      |
| Dom Bosco          | Cuiabá             | 1      |
| Operário FC        | Várzea Grande      | 1      |
| Rondonópolis       | Rondonópolis       | 1      |
| União Rondonópolis | Rondonópolis       | 1      |
| Vila Aurora        | Rondonópolis       | 1      |